# Coriandrum
- Commons
- Wikispecies

Coriandrum L. é um género botânico pertencente à família Apiaceae.

## Sinonímia
- Coriandropsis H. Wolff
- Keramocarpus Fenzl

## Espécies
- Coriandrum sativum L.
- Coriandrum testiculatum L.
- Coriandrum tordylioides Boiss.
- Coriandrum tordylium (Fenzl) Bornm.
- «Lista completa»

## Classificação do gênero
| Sistema | Classificação                    | Referência               |
| ------- | -------------------------------- | ------------------------ |
| Linné   | Classe Pentandria, ordem Digynia | Species plantarum (1753) |